# Osmar Aparecido de Azevedo
Osmar Aparecido de Azevedo (sinh ngày 23 tháng 7 năm 1980) là một cầu thủ bóng đá người Brasil.

## Sự nghiệp câu lạc bộ
Osmar Aparecido de Azevedo đã từng chơi cho Oita Trinita.

## Thống kê câu lạc bộ

### J.League
| Đội          | Năm       | J.League | J.League | J.League Cup | J.League Cup | Tổng cộng | Tổng cộng |
| Đội          | Năm       | Trận     | Bàn      | Trận         | Bàn          | Trận      | Bàn       |
| ------------ | --------- | -------- | -------- | ------------ | ------------ | --------- | --------- |
| Oita Trinita | 2006      | 11       | 3        | 6            | 1            | 17        | 4         |
| Tổng cộng    | Tổng cộng | 11       | 3        | 6            | 1            | 17        | 4         |